# Daniel Fredheim Holm
Daniel Fredheim-Holm, född 30 juli 1985 i Oslo, är en norsk fotbollsspelare som spelar som mittfältare för Vålerenga.